# Aeroportul Uray
Aeroportul Uray (IATA: URJ, ICAO: USHU) este un aeroport din Urai⁠(d), Districtul autonom Hantî-Mansi, Regiunea Tiumen, Rusia ce deservește zona Urai⁠(d). Aeroportul a fost tranzitat în 2017 de 13.704 pasageri. A fost numit după zona deservită.
Situat la o altitudine de 58 m, aeroportul dispune de 1 pistă.

## Infrastructură

### Piste
Aeroportul dispune de o singură pistă. Pista are orientarea 18/36. 